# Emmeline Pankhurst
Emmeline Pankhurst (født 14. juli 1858, død 14. juni 1928) var aktiv i den engelske suffragette-bevægelse og var med til at stifte organisationen WSPU (Women's Social and Political Union) i 1903. I mange år havde Pankhurst og andre britiske kvinder arbejdet for kvindelig stemmeret med fredelige midler; nu skiftede de taktik til civil ulydighed. Så vel pæne fruer som arbejderkoner begyndte at anstifte brande, sprænge postkasser i luften og knuse ruder (deriblandt orkidéhuset i Kew Gardens).
I 1918 indførte parlamentet begrænset stemmeret for kvinder. Pankhurst døde i 1928; britiske kvinder fik indvilget almindelig stemmeret senere samme år. I 1999 udnævnte Time hende til en af 1900-tallets 100 mest betydningsfulde personer: "Hun dannede en opfattelse af kvinder for vores tidsalder; hun tvang samfundet ind i et nyt mønster, der ikke fandtes nogen vej tilbage fra." 
Emmeline Pankhurst var mor til Sylvia  og Christabel Pankhurst, der også blev aktive feminister. Hendes lillesøster Mary Jane Clarke (1862–1910) døde efter at være blevet tvangsfodret i fængsel, og regnes som stemmeretskampens første martyr.